# Stevington
Stevington est une paroisse civile et un village du Bedfordshire, en Angleterre.